# Charles de Beaumanoir de Lavardin
Charles de Beaumanoir de Lavardin (né vers 1586, mort à Paris le 17 novembre 1637) est évêque du Mans de 1610 à sa mort.

## Biographie
Charles de Beaumanoir est issu d'une lignée cadette de la célèbre famille de Beaumanoir. Il est le fils cadet du maréchal de France Jean de Beaumanoir marquis de Lavardin, nommé après son ralliement au roi gouverneur du Maine de 1592 à sa mort en 1614 et de son épouse Catherine de Carmain, comtesse de Nègrepelisse, baronne de Launac. Il est l'oncle de Philibert Emmanuel de Beaumanoir de Lavardin et de Jean-Baptiste de Beaumanoir de Lavardin respectivement évêque du Mans et évêque de Rennes. 
Destiné à l'Église, il est pourvu en 1592 à l'âge de 6/8 ans en commende de l'abbaye de Beaulieu au Mans. Il est confié pour son éducation à une de ses tantes qui est abbesse. Désigné à l'âge de 15 ans comme évêque du Mans, diocèse vacant depuis la mort en 1601 de Claude d'Angennes de Rambouillet, il ne prend possession de son siège que fin 1610 et prête serment au roi Henri IV. Il assiste aux États généraux de 1614 ainsi qu'à l'Assemblée du clergé de 1625. Réputé pour son éloquence, il rétablit les ordres religieux dans son diocèse dont les Oratoriens. En 1625 il est pourvu de la commende de l'abbaye Saint-Liguaire de l'ordre de Saint-Benoît à Niort. 
C'est pendant son épiscopat que le chapitre de chanoines fait restaurer le jubé détruit par les Huguenots, et que sur ordre du roi Louis XIII le château et une partie des murailles de la ville du Mans sont abattus. Il accompagne à Rome en 1635 lors d'une mission diplomatique Alphonse-Louis du Plessis de Richelieu dit le cardinal de Lyon. 
Il est également le protecteur de Scarron dont il fait son secrétaire, qui l'accompagne en Italie et à qui il attribue un canonicat en 1636. Il meurt de la gravelle le 21 novembre 1637 dans son manoir épiscopal d'Yvré-l'Évêque.